# Rupicola
Rupicola és un gènere d'ocells de la família dels cotíngids (Cotingidae), dins l'ordre dels passeriformes i són coneguts amb el nom comú de gallet de roca.

## Descripció
Els ocells d'aquest gènere són grossos i grassonets, mesuren entre 26 i 30 cm de longitud, i habiten en selves humides tropicals i subtropicals, properes a àrees rocoses i regions muntanyenques, on construeixen els nius. Posseeixen un notable dimorfisme sexual; els mascles tenen una cresta prominent i un plomatge amb coloració ataronjada o vermellosa brillant, mentre les femelles són d'un marró vermellós més apagat.

## Hàbitat i distribució
Viuen en les selves humides tropicals i subtropicals, prop de serralades. No freqüenten la part superior dels arbres i viuen prop del terra. Habiten el nord d'Amèrica del Sud. Excepte durant l'època d'aparellament, aquests ocells són animals cautelosos i difícils de veure a la copa de la selva tropical. S'alimenten principalment de fruites i baies i poden ser agents importants de la dispersió per a les llavors de la selva tropical.

## Alimentació
Bàsicament s'alimenten de fruites, però també formen part de la dieta els insectes.

## Reproducció
Com altres cotíngids, tenen una complexa conducta de festeig, desenvolupant acrobàcies lek, que ofereixen un dels espectacles d'ocells més espectaculars del món: una dotzena o més de mascles es reuneixen per exhibir-se per a les femelles en branques o lianes, on s'inclinen, s'exhibeixen i salten en moviments estereotipats, agitant les ales i fent repicar el bec, mentre emeten sons anomenats roncs que arriben a la cacofonia quan alguna femella s'hi acosta.

## Taxonomia
El gènere Rupicola va ser introduït pel zoòleg francès Mathurin Jacques Brisson l'any 1760 amb el Gallet de roca de la Guaiana (Rupicola rupicola) com a espècie tipus. El nom del gènere Rupicola prové de llatí «rupes, rupis» que significa “roca”, i «colere» que significa “habitant”.
Hi ha dues espècies de gallets de roca:
- Gallet de roca dels Andes - (Rupicola peruvianus).
- Gallet de roca de la Guaiana - (Rupicola rupicola).